# Instituto Chapada
O Instituto Chapada de Educação e Pesquisa (ICEP) é uma Organização da Sociedade Civil de Interesse Público brasileira, fundada em 2006, com o objetivo declarado de proporcionar uma formação continuada de coordenadores pedagógicos e ações em prol da melhoria da educação pública em algumas regiões do estado da Bahia. Atualmente o instituto conta com o apoio do Instituto Natura (Programa Crer para Ver), do Itaú BBA, do Instituto Península, Concessionária Rota dos Coqueiros (da empresa Odebrecht, (atual Novonor)), da Ashoka, do Programa de Formação Continuada de Gestores de Educação Básica (PROGED), da Universidade do Estado da Bahia (UNEB), além dos 19 municípios parceiros.

## Projetos
O ICEP iniciou-se como  Projeto Chapada em 1997 e, atualmente, como Instituto possui em prática três projetos centrais: o Projeto Chapada, o Projeto de Educação Infantil e o Programa Via Escola.

### Projeto Chapada
Local onde é desenvolvido e implementada a metodologia do instituto associando o programa de Formação Continuada e as ações de Mobilização Política para promover a formação para crianças das turmas do ensino fundamental nos municípios parceiros.

### Projeto de Educação Infantil (PEI)
Oferece qualificação das práticas pedagógicas das classes de 4 e 5 anos nas redes de ensino dos  municípios vinculados ao Projeto Chapada.

### Programa Via Escola
Com objetivo de disseminação da metodologia do instituto fora do território baiano. O projeto acontece em um conjunto de escolas dos municípios de Cabo de Santo Agostinho, Ipojuca e Jaboatão dos Guararapes, no Estado de Pernambuco.

## Territórios de atuação

### Chapada Diamantina
Núcleo Seabra:Boquira, Ibitiara, Iraquara, Lençóis, Novo Horizonte, Seabra, Souto Soares.
Núcleo Andaraí: Andaraí, Ibicoara, Itaetê, Marcionílio Souza.
Núcleo Piritiba: Bonito, Pindobaçu, Piritiba, Tapiramutá, Xique-xique.

### Semiárido
Núcleo Semiárido: Aramari, Olindina, Pedrão, Serra Preta, Teodoro Sampaio.

### Pratigi
Núcleo Pratigi: Ibirapitanga, Ituberá, Nilo Peçanha, Piraí do Norte.

### Pernambuco
Núcleo Pernambuco: Cabo de Santo Agostinho, Jaboatão dos Guararapes.

## Prêmios
- Prêmio Cepsa ao Valor Social 2014

Primeira edição brasileira do prêmio, que é iniciativa da Companhia Espanhola de Petroleos (Cepsa), que reconheceu projetos sociais cujo objetivo é melhorar a qualidade de vida das pessoas em situação de vulnerabilidade social. 
- Prêmio Empreendedor Social 2012

Cybele Amado de Oliveira, presidente do ICEP, foi a ganhadora do 8o. Prêmio Empreendedor Social, iniciativa promovida pela Folha de S.Paulo em parceria com a Fundação Schwab.
- Prêmio Ashoka-McKinsey 2009

O ICEP foi contemplado com Programa de Planejamento para Ganho de Escala, uma parceria estratégica entre a Ashoka e a McKinsey & Company.
- Prêmio Cláudia 2008

Cybele Amado de Oliveira, presidente do ICEP, foi a vencedora na categoria Trabalho social.
- Prêmio Generosidade 2007

O Projeto Chapada Foi um dos 10 finalistas. Foram selecionados 10 projetos que estão – mudando a cara – do Brasil, uma iniciativa da Editora Globo.
- Prêmio Experiências em Inovação Social 2005/2006

O Projeto Chapada foi considerado um dos 20 melhores e mais inovadores projetos sociais na América Latina na Categoria Educação Básica, pela Fundação W. K. Kellogg e a Comissão Econômica para a América Latina e o Caribe da ONU (CEPAL), recebendo uma Menção Honrosa em novembro de 2005, na sede da CEPAL em Santiago, Chile.

## Publicações
- Vozes de Educadores Brasileiros (download aqui)
- Coordenador Pedagógico: Função, Rotina e Prática (download aqui[ligação inativa])
- Regime de Colaboração e associativismo territorial – Arranjos de Desenvolvimento da Educação (download aqui)
- Caminhos do Direito de Aprender (download aqui)
- Pesquisa Escolas Rurais (download aqui)